# Philipp Witt

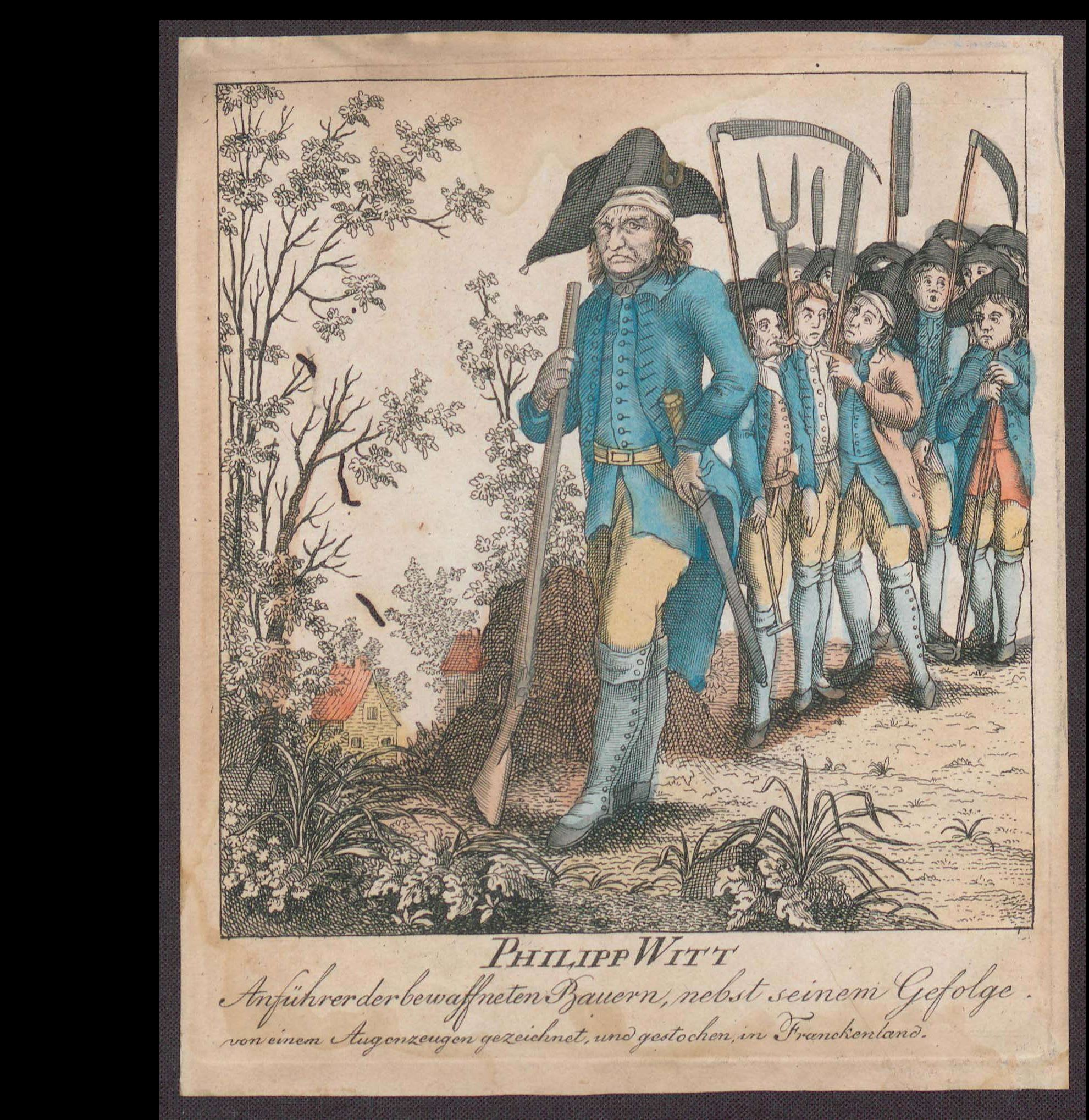
Zeitgenössisches Porträt des Phillip Witt

Philipp Witt war der Legende nach ein berühmter Wegelagerer im Spessart.

## Legende
Witt soll ursprünglich Forstmann gewesen sein, der während der Besatzung durch französische Revolutionstruppen von französischen Soldaten ausgeplündert wurde, ihnen aber mit seinen Jägerburschen nachsetzte, sie tötete und die Beute abnahm. Er ging daraufhin in den Untergrund, sammelte Anhänger und stieg zum Führer der Partisanen auf. Ein Dorf nach dem anderen stellte sich auf seine Seite.
Als die französischen Truppen Würzburg besetzten, schnitten Witts Männer die rückwärtigen Verbindungen ab. Schließlich überfielen 1000 Spessarter Partisanen die französischen Soldaten des Generals Jourdan, als diese sich durchs Maintal zurückzogen. Bei Neustadt kam es zu einem Gemetzel.
Philipp Witt ist nie gefasst worden.

## Historische Person
Es gibt Stiche von 1796, die ihn in Feldherrnpose oder im Schlachtgetümmel zeigen. Diese Stiche zeigen eine starke Ähnlichkeit mit Bildern des Tiroler Freiheitskämpfers Andreas Hofer.
Tatsächlich gab es Philipp Witt vermutlich nie. Vielmehr dürfte er als Symbolgestalt für mehrere anonyme oder bekannte Widerstandskämpfer gegen die französischen Truppen stehen. Entstanden ist die Figur des Philipp Witt vermutlich, um den Widerstand gegen die französische Besatzung zu wecken. Historisch belegt sind der Heigenbrücker Oberförster Sternheimer und der Waldaschaffer Förster Albert.